# Ligament inter-cunéiforme plantaire
Le ligament inter-cunéiforme plantaire (ou ligament inter-cunéen plantaire) est un ligament de l'articulation intercunéiforme médiale.
C'est un faisceau de ligaments très résistants qui relient la base de l'os cunéiforme médial et l'arête de l'os cunéiforme intermédiaire.